# Almáskeresztúr
Almáskeresztúr (németül: Kerestur) község Baranya vármegyében, a Szigetvári járásban.

## Fekvése
Szigetvár északkeleti szomszédságában fekszik, a város központjától légvonalban 11, közúton 14 kilométerre. A további szomszédos települések: észak felől Ibafa, délkelet felől Nagyváty, dél felől Nyugotszenterzsébet és Botykapeterd, nyugat felől Mozsgó, északnyugat felől pedig Almamellék. Kelet felől a legközelebbi település Dinnyeberki, de a közigazgatási területeik nem érintkeznek.

### Megközelítése
Zsáktelepülés, közúton csak Mozsgó érintésével érhető el, a 67-es főútból kiágazó, 66 119-es számú, mintegy 6,5 kilométeres hosszúságú mellékúton. Vasútvonal nem érinti, a legközelebbi vasúti csatlakozási lehetőséget a Murakeresztúr–Szentlőrinc-vasútvonal szigetvári vasútállomása kínálja.

## Története
A települést említő legrégibb okirat 1296-ból maradt fenn; neve ebben Keruchur alakban szerepel. 1296-ban Miklós fia Herborth fiai Hektor és Chak lemondtak a zselici Keresztúrra emelt jogigényükről Jakab ispán javára. 
1333-ban a falu papja 40, 1334-ben 20, 1335-ben megint 20 báni dénár pápai tizedet fizetett. Az 1300-as években a Győr nemzetség birtoka volt, amely a nemzetség tagjainak 1346. évi osztozkodásakor Dersfi Péternek jutott, de a pannonhalmi apátnak is voltak itt birtokrészei, amelyeket 1434-ben Szerdahelyi János fiának Imrének adott cserébe. 
1489-ben a Szerdahelyi Dersfi család tagjai is megosztoztak itteni birtokaikon. 1474-ben a Szentgáli család birtoka, amely elzálogosította Enyingi Török Ambrusnak. 1499-ben a Szentgáli és a Kozári Demeter családok birtoka volt. 
Az 1542. évi adólajstrom a helységet Baranya vármegyéhez sorolta. A szentmártoni apátság dézsmaváltság-jegyzékében Balogh András birtokaként szerepel.
A török hódoltságot követően Tótkeresztúrra keresztelték (jelenlegi nevén csak 1902-től ismert). Az 1700-as évek végétől németek lakták, akiket a második világháború után kitelepítettek, és felvidéki magyarokat költöztettek a helyükre. 1715-ben 4 magyar háztartását írták össze. 
1726-tól 1848-ig a gróf Batthyány család birtoka volt, majd 1849 után a Biederman és a Kammerer családoké lett.
A 20. század elején Somogy vármegye Szigetvári járásához tartozott. 1910-ben 551 lakosából 290 magyar és 261 német, ebből 511 római katolikus és 40 református volt. 
Az 1950-es megyerendezéssel a Szigetvári járás részeként Baranya megyéhez csatolták.

## Nevezetességek
- Református templom (1870)
- Római katolikus templom (1896)
- Johe Galéria és Festőiskola (1994-től)
- Az Elekmajorban lévő klasszicista homlokzatú Kammerer-kúria

## Közélete

### Polgármesterei
- 1990–1994: Kasler Ferenc (független)[4]
- 1994–1998: Steiger Antal (független)[5]
- 1998–2002: Steiger Antal (független)[6]
- 2002–2006: Pásztó József (független)[7]
- 2006–2010: Pásztó József Sándor (független)[8]
- 2010–2013: Kuba Károly Antal (független)[9]
- 2013–2014: Veriga Lajos (független)[10]
- 2014–2019: Veriga Lajos (független)[11]
- 2019–2024: Veriga Lajos (független)[12]
- 2024– : Veriga Lajos (független)[1]

A településen 2013. december 15-én időközi polgármester-választást kellett tartani, az előző polgármester halála miatt.

## Népesség
A település népességének alakulása:
| Lakosok száma | 67   | 68   | 81   | 75   | 85   | 74   | 85   | 86   |
|               | 2013 | 2014 | 2015 | 2019 | 2021 | 2022 | 2023 | 2024 |

A 2011-es népszámlálás során a lakosok 94,7%-a magyarnak, 2,6% horvátnak, 9,2% németnek mondta magát (5,3% nem nyilatkozott; a kettős identitások miatt a végösszeg nagyobb lehet 100%-nál). A vallási megoszlás a következő volt: római katolikus 59,2%, református 11,8%, evangélikus 1,3%, görögkatolikus 2,6%, felekezeten kívüli 15,8% (9,2% nem nyilatkozott).
2022-ben a lakosság 83,8%-a vallotta magát magyarnak, 1,4% németnek, 5,4% egyéb, nem hazai nemzetiségűnek (13,5% nem nyilatkozott; a kettős identitások miatt a végösszeg nagyobb lehet 100%-nál). Vallásuk szerint 12,2% volt római katolikus, 4,1% református, 14,9% felekezeten kívüli (68,9% nem válaszolt).